# Yamagata (Gifu)
Yamagata (山県市 -shi) é uma cidade japonesa localizada na província de Gifu.
Em 2003 a cidade tinha uma população estimada em 30 659 habitantes e uma densidade populacional de 138,08 h/km². Tem uma área total de 222,04 km².
Recebeu o estatuto de cidade a 1 de Abril de 2003.